# Seenotrettungsstation Zinnowitz
Die Seenotrettungsstation Zinnowitz ist ein Stützpunkt der Deutschen Gesellschaft zur Rettung Schiffbrüchiger in Mecklenburg-Vorpommern. Durch ihre Lage auf der Ostseeinsel Usedom besitzt die Station ein zweigeteiltes Revier. Nach Norden grenzt der Ort an den langen Strand der Pommerschen Bucht und im Süden liegt sein kleiner Hafen direkt am Achterwasser. Für beide Reviere können die freiwilligen Seenotretter von Zinnowitz jeweils ein Seenotrettungsboot (SRB) besetzen. Ihre Alarmierung erfolgt im Regelfall durch die Zentrale der DGzRS in Bremen, wo die Seenotleitung Bremen (MRCC Bremen) ständig alle Alarmierungswege für die Seenotrettung überwacht.

## Revier Ostsee
Das offene Ostseerevier vor der Insel erstreckt sich vom nordwestlichen Ende bei Peenemünde bis nach Osten an die polnische Grenze bei Swinemünde. Hauptsächlich werden die Retter von Freizeitschiffern gefordert, die zwischen den Fahrgastschiffen ihren Sport ausüben. Durch die drei Seebrücken der Kaiserbäder und den beiden Brücken von Zinnowitz und Koserow herrscht in der Saison reger Ausflugsverkehr, der auch Fahrten nach Rügen bietet. Bei größeren Seenoteinsätzen kommen die Kollegen der Seenotrettungsstation Greifswalder Oie mit ihrem Seenotrettungskreuzer zu Hilfe. Auch mit den Rettern des polnischen Rettungsdienstes werden regelmäßig grenzüberschreitende Übungen abgehalten. Die MSPiR hat in Swinemünde mit der PASAT ein größeres Rettungsschiff der Klasse SAR 3000 von 36,9 Meter Länge stationiert.
Durch den langen Sandstrand der Küste kann die DGzRS auf keinen Hafen zurückgreifen und muss wie in 'alten Zeiten' ein Strandrettungsboot einsetzen, das auf einem Transportwagen lagert und zum Einsatz über den Strand ins Wasser gebracht werden muss. Für die Strandrettung in den Sommermonaten sorgt die Wasserwacht mit Stationen in Karlshagen, Zinnowitz, Bansin, Heringsdorf und Ahlbeck. Sie besitzen zum schnellen Eingreifen bei Badeunfällen und anderen Notfällen am Wasser Motorrettungsboote und spezielle Jetskis, auch Rescue Water Craft (RWC) genannt. Zusätzlich können die Wachleute auch aus der Luft Hilfe bringen oder Sucheinsätze mit einer Rettungsdrohne durchführen.

## Revier Achterwasser
Zinnowitz liegt auf einer schmalen Landzunge der Insel zwischen der Ostsee und dem Achterwasser, dem Boddengewässer zwischen Usedom und dem Festland. Das Revier reicht bis zum Peenestrom zwischen der Hafenstadt Wolgast und der Zecheriner Brücke. Das Achterwasser mit der Krumminer Wiek ist sehr beliebt bei Seglern und Surfern, die von den kleinen Häfen am Ufer aus starten. Jedoch bestehen Gefahren durch ausgedehnte Flachwassergebiete mit vielen Untiefen und durch eine sich kurz und schnell aufbauende Welle. Neben den Sportbooten sind Angel- und Fischerboote unterwegs. Auch Boddenfahrten mit Ausflugsschiffen werden von den Häfen Stagnieß (bei Ückeritz), Zinnowitz und Karlshagen angeboten.

## Aktuelle Rettungseinheit
Nach Übernahme der Rettungsstationen vom Seenotrettungsdienst der DDR musste die DGzRS für die speziellen Verhältnisse einiger Stationen in Mecklenburg-Vorpommern eine neue Generation von Seenotrettungsbooten auf Kiel legen, die gleichzeitig den Seebereich vor dem Strand und den hinterliegenden Bodden abdecken können. 1993 fertigte die Fassmer-Werft in Berne die Boddenboote der 7-Meter-Klasse, von denen die Station in Zinnowitz das SRB-T1 HECHT erhielt. Der Vorteil der Boddenboote ist der geringe Tiefgang von nur 50 Zentimeter und der erstmals bei der DGzRS verbaute Jetantrieb, um auch im flach auslaufenden Strandbereich zu operieren. Der starke Motor verleiht dem Boot eine hohe Geschwindigkeit von 24 Knoten, so dass auch weiter entfernte Notfallorte schnell erreicht werden können.
Das Boot lagert auf einem zweiachsigen Trailer im alten Rettungsschuppen von 1897 an der Dünenstraße. Hinter dem zweiten Tor steht das Zugfahrzeug. Dies ist seit 2010 ein roter Traktor vom Typ John Deere 7730, der den anfangs eingesetzten Unimog U 2150 L ersetzte. Das Gespann kann rasch den Strand erreichen und fährt so weit ins Wasser, bis das Boot aufschwimmt. Nach dem Einsatz auf der Ostsee fährt das Boot mit hoher Geschwindigkeit auf den Strand, wird dann mit Hilfe einer Seilwinde gedreht und rückwärts auf den Trailer gezogen. Der Vorgang dient auch der sicheren Übergabe von Personen an den Landrettungsdienst. Alternativ kann das Boot auch im Bodden eingesetzt werden. Dazu kann das Gespann auch rückwärts an eine Kaimauer gefahren werden und durch Abkippen rutscht das Boot ins Wasser.
Für eine schnelle Einsatzbereitschaft auf dem Bodden ist ein fester Liegeplatz im Hafen vorteilhaft. 2019 verlegte dazu die DGzRS die OTTO BEHR (SRB 39) von der Seenotrettungsstation Wilhelmshaven nach Zinnowitz. Das 8,5-Meter-Boot erreicht bei einem Tiefgang von 0,95 Meter eine Geschwindigkeit von 18 Knoten.

## Fotogalerie

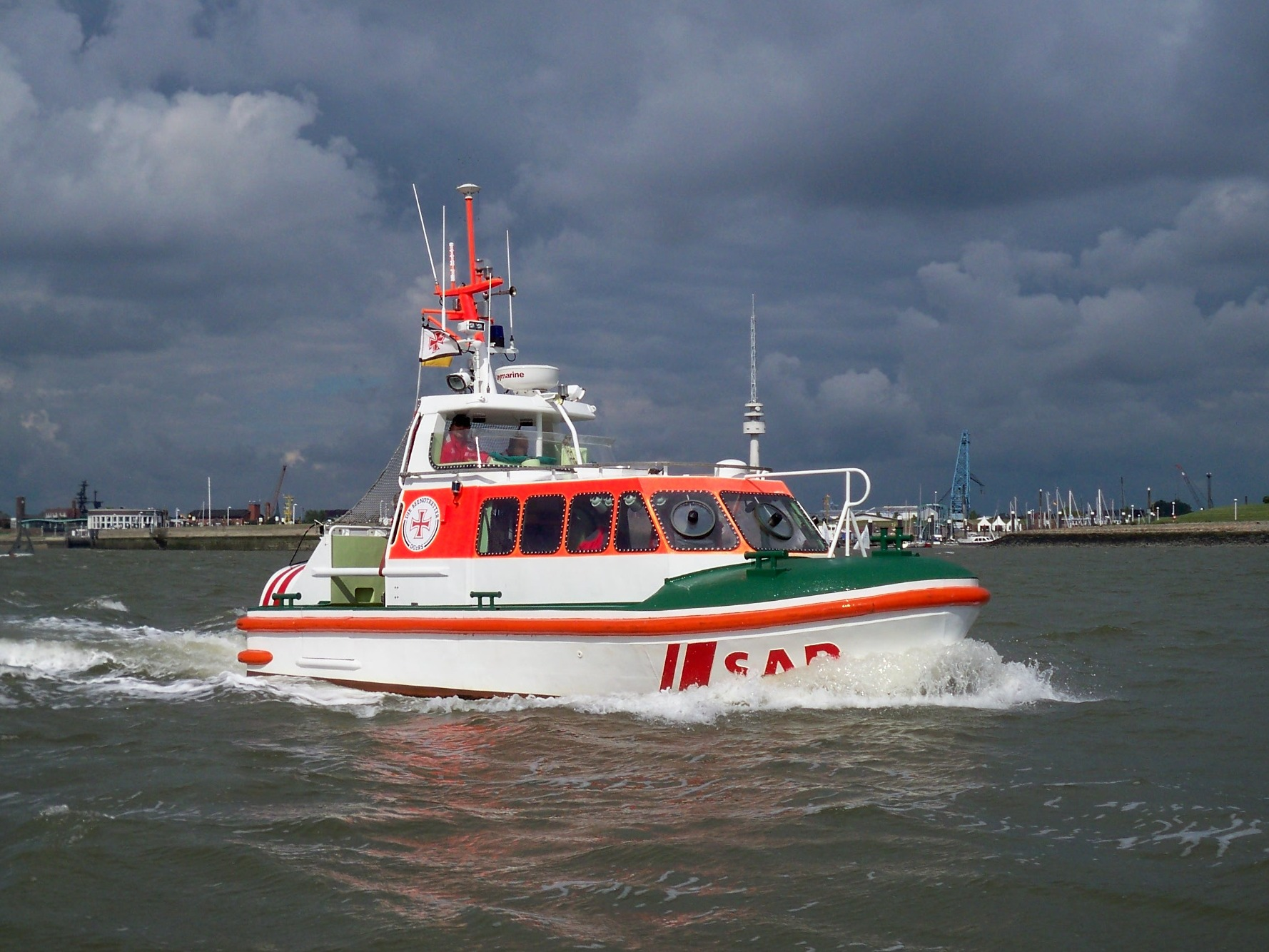
SRB OTTO BEHR für das Achterwasser – noch im Jaderevier
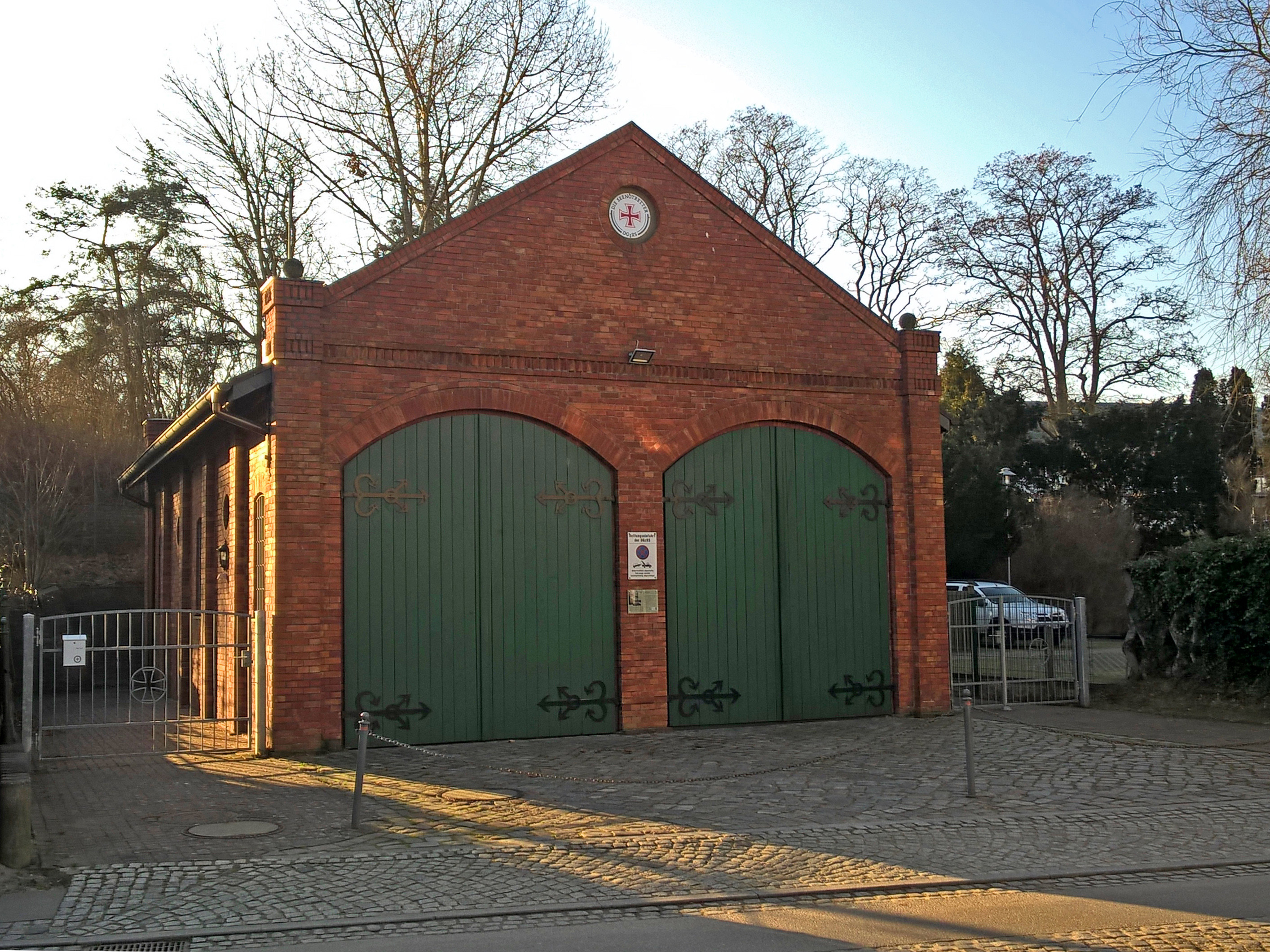
Der alte Rettungsschuppen von 1897 für das SRB HECHT
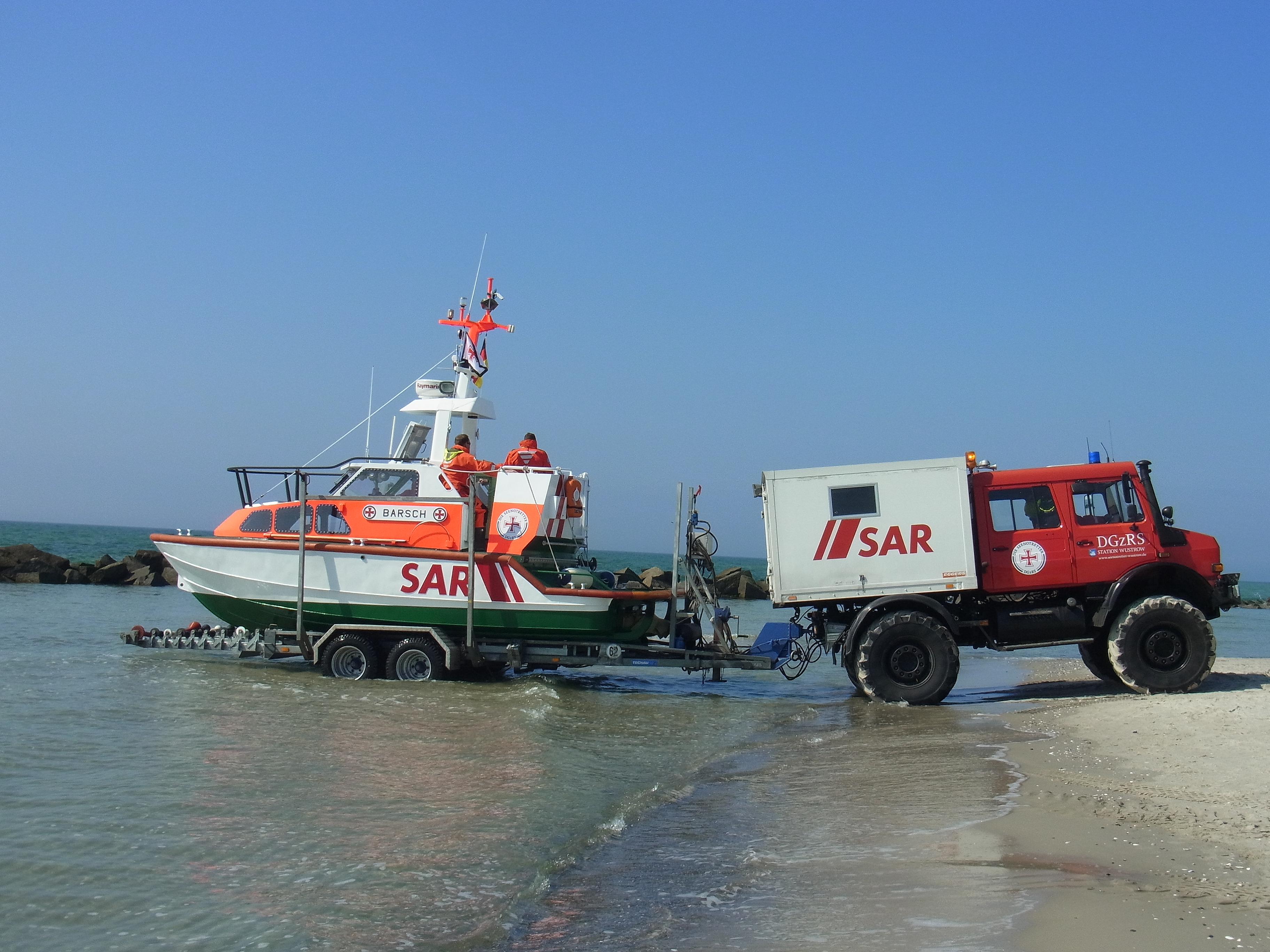
SRB auf Trailer – noch mit Unimog
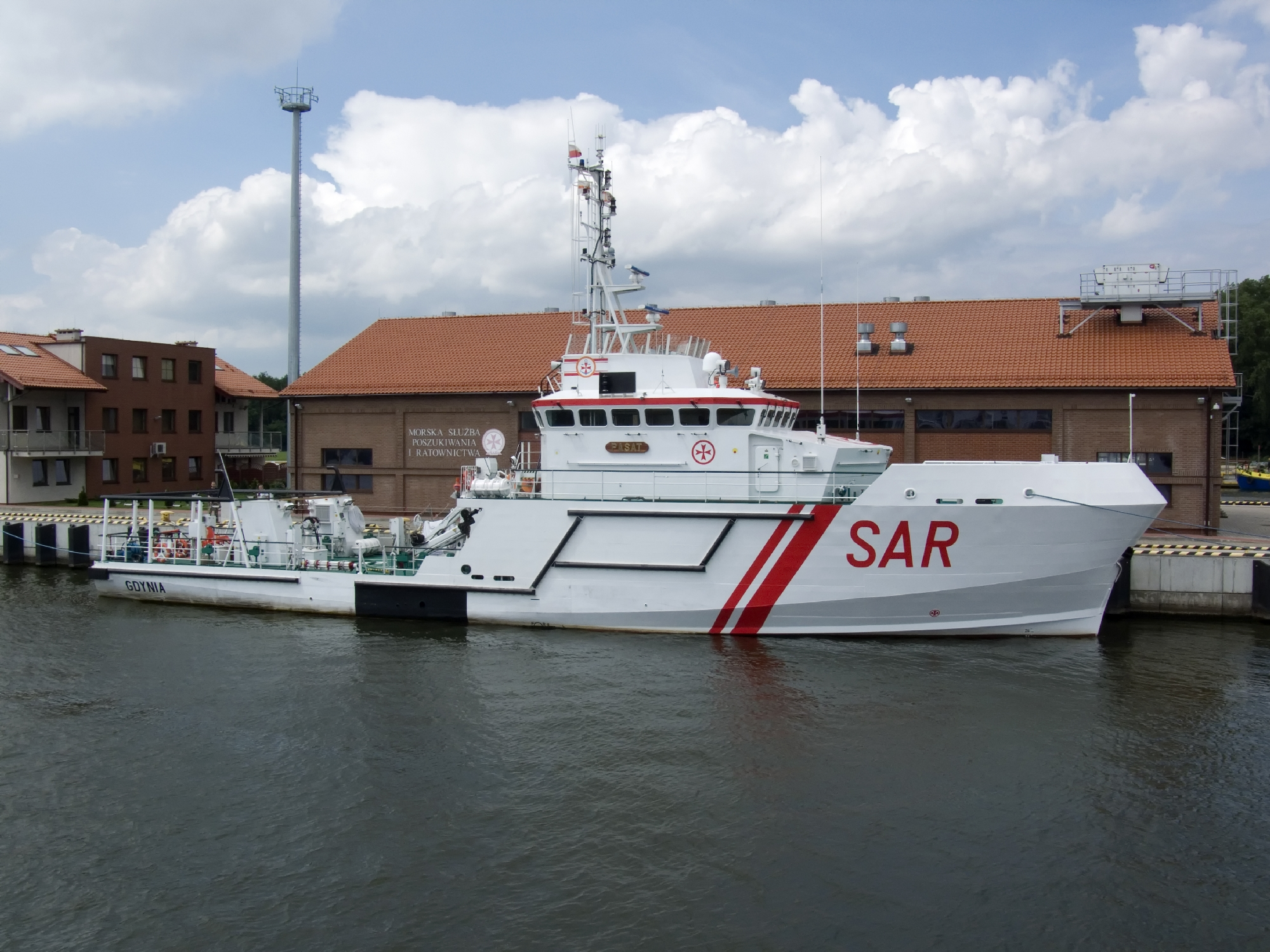
Die PASAT der MSPiR-Station Swinemünde